# Станислав Сосабовски
Станѝслав Франчѝшек Сосабо̀вски (на полски: Stanisław Franciszek Sosabowski) е полски офицер, бригаден генерал, участник в Първата и Втора световна война.

## Биография
Станислав Сосабовски е роден на 8 май 1892 г. в Галиция, Централна Европа (днешна Украйна), в семейство на железопътен работник. Завършва гимназия и през 1910 г. се записва в Икономическия факултет на Краковския университет. По време на следването неговият баща умира, семейството му изпада в тежка икономическа криза и младият Станислав е принуден да изостави следването и да се завърне при семейството си. Става член на Полското стрелково дружество (Polskie Drużyny Strzeleckie) – полутайно националистическо движение, на което по-късно става водач за своя район.

## Първа световна война
Сосабовски е призован на служба през 1913 г. в Австро-унгарската армия. Завършва военно училище и е произведен в чин капрал, след което е изпратен на служба в 58-и пехотен полк. След избухването на Първата световна война е изпратен на Източния фронт, където воюва срещу войските на Руската империя в битките за Жешов, Горлица и при Прохода Дукла. За показана храброст във военните действия е повишен в чин поручик. В началото на 1915 г. е ранен тежко и е изпратен на лечение.
През ноември 1918 г., след обявяването на независима Полша, Сосабовски се записва доброволец в новосформираната полска армия, но поради все още незаздравялата напълно рана е назначен на административна длъжност. Малко по-късно е изпратен като щабен офицер в Министерство на отбраната на Полша.
След Съветско-полската война (1919 – 1921) Сосабовски е повишен в чин майор през 1922 г., след което започва обучение във Варшавското военно училище.
Заема чин полковник през 1937 г., след което е назначен за командващ на 9-и пехотен полк, разположен близо до Замошч (Zamość).
От януари 1939 г. е командир на елитния 21-ви пехотен полк „Децата на Варшава“, разположен в столицата.

## Втора световна война
Според плана за мобилизация на полската армия полкът, който ръководи Сосабовски, е под командването на полковник Тадеуш Вирва-Фургалски (Tadeusz Wyrwa-Furgalski) в неговата 8-а пехотна дивизия. Непосредствено преди нападението на Нацистка Германия, през септември 1939 г., частта на Сосабовски е предислоцирана в област Чеханов (Ciechanów), където е разпределена като стратегически резерв на Модлинската армия.
На 2 септември 1939 г. дивизията пресича река Млава и на следващото утро влиза в бой с частите на Вермахта в „Битката при Млава“. Въпреки краткотрайните успехи на 21-ви пехотен полк, който все пак успява да освободи превзетия от германците град Пжасниш (Przasnysz), по-късно е разбит от германците и унищожен. За да запази оцелелите бойци от полка, Сосабовски им нарежда да тръгнат към столицата Варшава.
На 8 септември близо до Варшава се прегрупират разбитите войски на 8-а пехотна дивизия. Частите на Сосабовски се присъединяват към тях, където са под ръководството на генерал Юлиуш Зуляуф (Juliusz Zulauf). Няколко дни по-късно се отправят към Варшава, където пристигат на 15 септември.
При пристигането на частите във Варшава Сосабовски е натоварен да защитава столичния район „Грохов“ (Grochów) и източното столично предградие „Прага“. Срещу него се изправя германската 10-а пехотна дивизия. Въпреки атаките на германците части полските войски се отбраняват упорито. На 16 септември немците атакуват квартал „Прага“. Полският 21-ви полк отбива атаката и преминава в контраатака, разбивайки германските части в района.
След този успех на Сосабовски е поверено командването над целия район. На 26 септември 1939 г. полските части под командването на Сосабовски успешно отбиват непрекъснатите германски атаки, но на следващия ден Варшава капитулира.
Ден преди полската армия да напусне Варшава, на 29 септември Станислав Сосабовски е награден от генерал Юлиуш Ромел (Juliusz Rómmel) с медал Virtuti Militari.

## Пленяване и заминаване за Франция
След капитулацията на Полша Сосабовски е пленен и изпратен в лагер близо до Жирардов (Żyrardów). Малко по-късно успява да избяга и се укрива под фалшиво име във Варшава, където става член на съпротивата. Командването на съпротивата му нарежда да напусне Полша и да замине за Франция, като пренесе със себе си важни документи за окупираната си родина. След дълго и опасно пътуване през Унгария и Румъния стига до Париж, където Полското правителство в изгнание го назначава за командващ на 4-та пехотна дивизия на Полската независима армия.
Въпреки че френските власти приемат полското правителство и армия, те не желаят да им предоставят модерно въоръжение. Поради тази причина на полските части е дадено остаряло въоръжение, от края на Първата световна война. През април 1940 г. дивизията е прехвърлена за обучение във военен лагер край Партеней, Франция. Там на дивизията е дадено модерно въоръжение, но вече е твърде късно, а и от 11 000 бойци само 3150 бойци получават оръжие. Имайки предвид това, генерал Рудолф Дрезер нарежда да се отправят към атлантическия бряг. На 19 юни 1940 г. Сосабовски и още 6000 бойци достигат Ла Палис, откъдето са прехвърлени във Великобритания.

## Следвоенни години
Недълго след края на Втората световна война Сосабовски успява да доведе жена си и сина си във Великобритания. Както повечето полски политици и офицери в изгнание, Сосабовски и семейството му заживяват в Западен Лондон, където живее до смъртта си на 25 септември 1967 г. През 1969 г. тленните му останки са пренесени в Повонзкото гробище във Варшава.
На 31 май 2006 г. в Хага кралица Беатрикс Нидерландска награждава посмъртно Станислав Сосабовски с орден „Бронзов лъв“.
Ден по-късно, на 1 юни, е проведена церемония в Дрил, където 1-ва полска парашутна бригада воюва. Между гостите на церемонията е и внукът на генерала.
На 16 септември 2006 г., в чест на 62-годишнината от Битката за Арнем, ветерани от съюзническите войски откриват мемориална плоча на генерал Сосабовски.